# Dziupla Cezara
Dziupla Cezara − 13-odcinkowy polski serial komediowy w reżyserii Wojciecha Adamczyka, emitowany w soboty o godz. 21:40 na Polsacie od 20 marca do 12 czerwca 2004 i nagrywany w oparciu o brytyjski format Robin's Nest.
Okres zdjęciowy rozpoczął się w styczniu 2004. 

## Obsada
Główni bohaterowie:
- Piotr Adamczyk − Cezary Cezar Kubik
- Małgorzata Socha − Magdalena Świętokrzyska
- Grzegorz Wons − Jerzy Świętokrzyski, ojciec Magdaleny
- Bogdan Kalus − Ewald Kokott

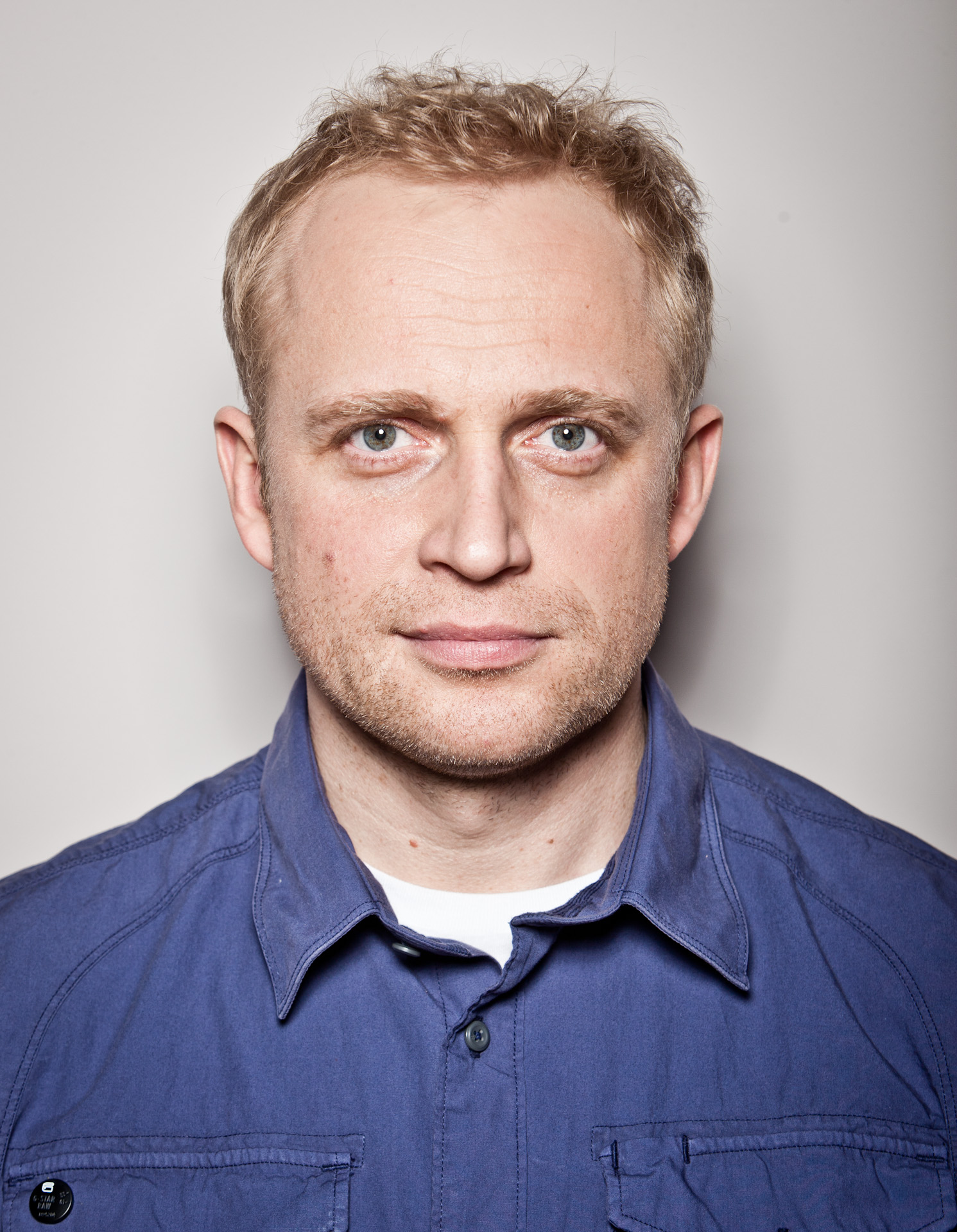
Piotr Adamczyk jako Cezary Kubik
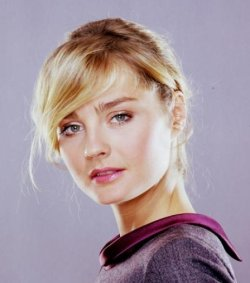
Małgorzata Socha jako Magdalena Świętokrzyska
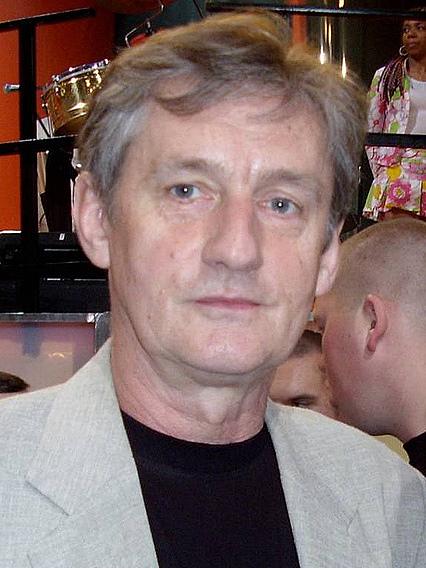
Grzegorz Wons jako Jerzy Świętokrzyski
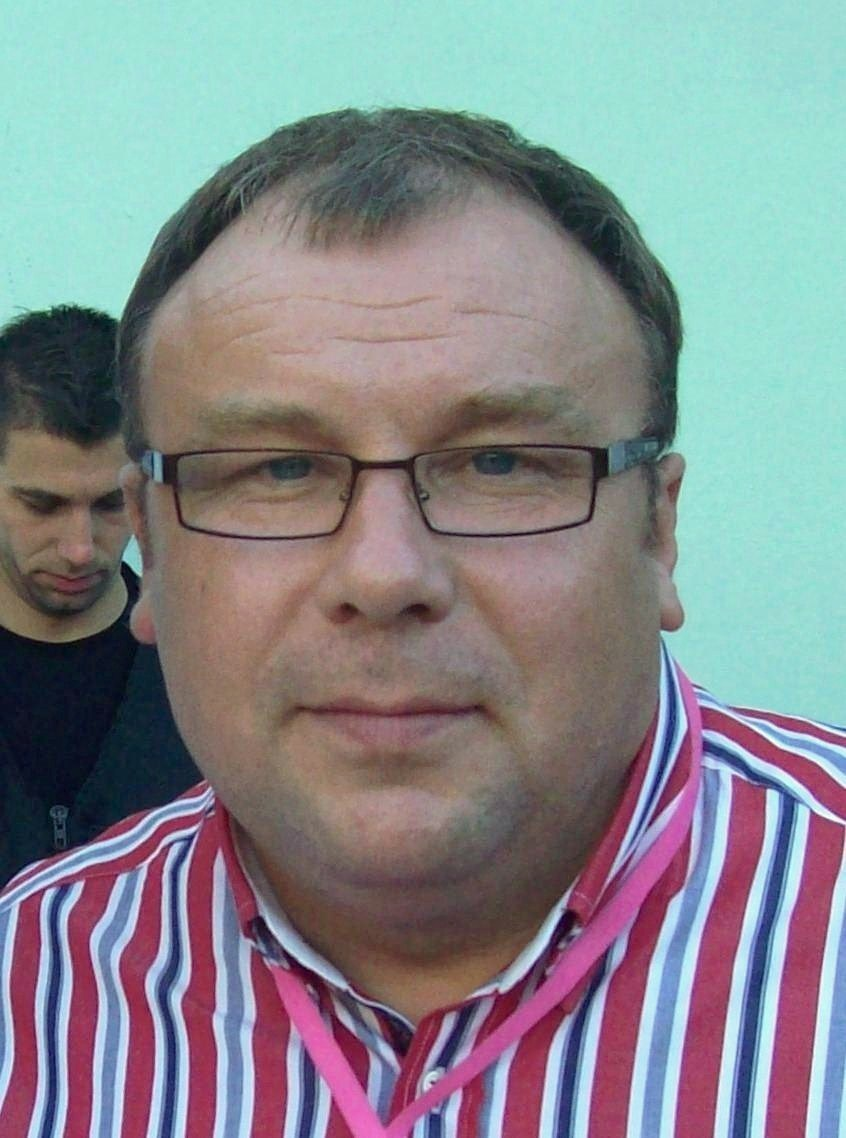
Bogdan Kalus jako Ewald Kokott

Wystąpili także:
- Aleksander Mikołajczak – Janusz Szlachta, inspektor sanitarny
- Cezary Żak – motorniczy Karol Krawczyk (odc. 2)
- Marek Bargiełowski − pierwszy klient Bistra, menadżer sieci Texas Hamburger
- January Brunov − Edward Holtzman
- Katarzyna Walter − Maria Świętokrzyska, była żona Jerzego, matka Magdaleny
- Tadeusz Borowski − strażak
- Stanisław Biczysko − fachowiec od malowania szyldów
- Anna Gornostaj − urzędniczka w biurze pracy
- Paweł Szczesny − sprzedawca w sklepie z alkoholem
- Dariusz Odija − komisarz Borek
- Adam Biedrzycki − starszy aspirant Burza
- Ewelina Żak-Domarackas − młodszy aspirant Renata Drobna Żabcia
- Zbigniew Bogdański − klient Bistra
- Michał Breitenwald − klient Bistra
- Magdalena Zawadzka − ciocia Zuzia
- Roksana Krzemińska − Sandra
- Michał Żurawski − Paweł
- Cezary Krajewski − pracownik lotniska
- Piotr Nowak − posterunkowy Dziubak
- Sylwester Maciejewski − menel
- Agata Stawarz − Anka, koleżanka Magdy
- Barbara Baryżewska − staruszka w sklepie z alkoholem
- Arkadiusz Nader − Alosza Alex, kelner w restauracji Texas Hamburger
- Witold Bieliński − robotnik
- Krzysztof Krupiński  − robotnik
- Grzegorz Emanuel − robotnik
- Violetta Kołakowska − Ula, narzeczona Edwarda Holtzmana
- Radosław Górzyński − facet
- Dorota Kańtoch − kobieta
- Irena Kazimierczak − kobieta
- Zofia Streer − klientka Bistra
- Aleksander Gawek − fryzjer
- Wojciech Machnicki − starszy sierżant Wilski
- Marek Frąckowiak − sierżant Ryszard Majchrzak
- Lidia Bogaczówna − żona sierżanta Ryszarda Majchrzaka
- Michał Konarski − Nikuś
- Krzysztof Kawałowski − klient
- Michał Chilicki − okazany
- Dan Sumikowski − okazany
- Marcin Wędołowski − okazany
- Sławomir Wyszomierski − okazany
- Tadeusz Zając − okazany
- Marcin Piętowski − DJ Bodzio
- Jan Jurewicz − Gromada, kierownik Urzędu Stanu Cywilnego
- Grażyna Zielińska − sprzątaczka w Urzędzie Stanu Cywilnego
- Krystyna Kołodziejczyk − sprzątaczka w Urzędzie Stanu Cywilnego
- Mariola Klimaszewska − klientka Bistra
- Tadeusz Wojtych − klient Bistra
- Joanna Ignaczewska − narzeczona klienta Bistra (nie występuje w napisach)
- Tadeusz Wieczorek − lekarz
- Tomasz Sapryk − Stefan, właściciel baru Kulawy Frank
- Wenanty Nosul − żebrak
- Jarosław Gruda − dostawca warzyw
- Tadeusz Pluciński − Józef Holtzman, ojciec Edwarda, prezes Texas Hamburger
- Wojciech Wysocki − klient Bistra
- Maciej Szary − Kwietniak, pracownik pralni Czyścioszek
- Ryszard Adamski − mężczyzna

## Spis odcinków
| Numer | Tytuł                          | Opis odcinka |  |
| ----- | ------------------------------ | --- |  |
|       |                                | |  |
| 1     | Francuskie bistro              | Madzia i Cezary to para narzeczeństwa, którym nieśpieszno do ślubu. Mieszkają razem, ale muszą znaleźć środki na życie. Tata Magdy, Jerzy, jest dość bogaty i inwestuje w restaurację. Niedługo potem przekazuje ją we władanie młodej parze, ale ma połowę udziałów. Cezar jest dyplomowanym kucharzem kuchni francuskiej po praktyce w Paryżu. Madzia – znacznie od niego młodsza – usiłuje przemienić pewną bankrutującą chińską restaurację w najlepszą francuską knajpkę w mieście. Cezar wnosi do spółki swoją pracę i doświadczenie, Madzia pomaga mu dzielnie jako kelnerka. Z czasem ojca Madzi i Cezarego zaczyna łączyć nie tylko miłość do Magdy, ale i restauracja. |  |
| 2     | Pierwszy klient                | Szczęśliwa para, Madzia i Cezar, urządza swoje nowe bistro. Oboje decydują, że lokal będzie nosić nazwę Dziupla Cezara. Na ich drodze stają jednak liczne przeszkody. Cezar jeszcze nie dorobił się własnego samochodu, więc by przewieźć połowę świni z rzeźni musi wykorzystać zwykły miejski tramwaj, ale niezbyt zachwycony motorniczy Karol Krawczyk go wyprasza z tramwaju. |  |
| 3     | Konkurencja                    | Dziupli Cezara przybywa groźny konkurent. W okolicy zostaje otwarty bar szybkiej obsługi należący do potężnej amerykańskiej korporacji Texas Hamburger. Sytuację pogarsza fakt, że jego menadżerem jest Edward Holzman, były narzeczony Magdy. Pan Jerzy do dziś go wspomina i nie miałby nic przeciwko temu, by to on został jego zięciem. |  |
| 4     | Mamusia                        | Magdę i Cezara odwiedza dawno niewidziana mama dziewczyny, która przyjeżdża z Portugalii. Biedny mężczyzna znajduje się w epicentrum konfliktu pomiędzy byłymi małżonkami, rodzicami jego ukochanej Madzi. Sytuacja z każdą chwilą staje się coraz bardziej niezręczna. Jednocześnie pracę w bistro zaczyna Ewald Kokott, niezdarny górnik strzałowy ze Śląska. |  |
| 5     | Nos w nie swoje sprawy         | Jerzy zapałał miłością do pewnej młodej artystki, Sandry. Magda jest przeciwna temu związkowi. Prosi Cezara, by ten poważnie porozmawiał z przyszłym teściem. Jej narzeczony ma wyjaśnić Jerzemu, że jego uczucie jest bezsensowne i, w jego wieku, niestosowne. Rozmowa nie przynosi żadnych skutków. Jerzy coraz bardziej zniechęca się do Cezarego. |  |
| 6     | Fałszywy banknot               | Jeden z klientów Dziupli Cezara płaci za skonsumowane dania fałszywym banknotem. Wkrótce potem Cezar dostaje wezwanie na komisariat policji. Podczas konfrontacji rozpoznaje fałszerza. Po wyjściu z komisariatu zaczyna obawiać się, że mężczyzna się na nim zemści. |  |
| 7     | Ciocia Zuzia                   | W mieszkaniu Madzi i Cezarego zjawia się niespodziewany gość. Jest nim krewna Cezara – ciocia Zuzia z Krakowa. Cezary zapamiętał ją z dzieciństwa jako osobę o konserwatywnych i dość staroświeckich poglądach. Boi się jej przyznać, że żyje z Magdą bez ślubu. Jednocześnie Cezar zatrudnia niejakiego DJ Bodzia na stanowisku pomocy kucharza. |  |
| 8     | Szczęśliwy dzień               | Magda, ku zaskoczeniu Cezarego, zgadza się na szybki ślub. Nalega jednak, by uroczystość odbyła się w tajemnicy, bo nie lubi zbędnych ceremonii. Ewald wygaduje wszystko Jerzemu. Mężczyzna jest bardzo rozczarowany decyzją córki. Młoda para rezygnuje z zawarcia związku tuż przed samą uroczystością. Oboje dochodzą do wniosku, że odpowiada im życie na tzw. kocią łapę. Gdy wracają do domu, czeka ich wielka niespodzianka. |  |
| 9     | Dopóki będzie mnie potrzebował | Jerzy uskarża się na straszliwe bóle pleców. Magda zamartwia się stanem ojca. Okazuje się, że nie jest on poważnie chory. Symuluje dolegliwość, by zatrzymać córkę przy sobie. Denerwuje to Cezara. |  |
| 10    | Szwindel                       | Pewnego dnia Jerzy stwierdza, że ktoś wyjął pieniądze z kasy. Jego podejrzenia padają na Ewalda. Ślązak traci pracę w trybie natychmiastowym. Gdy zaginiona gotówka się odnajduje, Cezar wraz z niedoszłym teściem poszukują bezrobotnego kucharza. Poproszony o pomoc aspirant Burza sugeruje, że Ewald został zamordowany. Zamieszanie sięga zenitu, gdy wszyscy, łącznie z Ewaldem, znajdują się na komendzie policji. |  |
| 11    | Płytki grób                    | Cezar odkrył ukryte wejście do tajemniczej piwnicy. Chce dowiedzieć się, co się w niej znajduje. Prosi o pomoc Jerzego. Razem otwierają właz i schodzą do ciemnego pomieszczenia. Gdy są na dole, na zaplecze wchodzą Ewald i dostawca warzyw i przypadkiem zatrzaskują klapę. Kładą na niej ciężkie skrzynki z warzywami. Jerzy i Cezar zostają uwięzieni. Są skazani na swoje towarzystwo. Wokół jest pełno pająków, których panicznie boi się Jerzy. Okazuje się też, że Cezar cierpi na klaustrofobię. |  |
| 12    | Niemoralna propozycja          | Cezar wpadł na pomysł urządzenia przed restauracją ogródka. Józef Holzman, ojciec Edwarda, właściciel konkurencyjnej restauracji szybkiej obsługi Texas Hamburger chce wykupić Dziuplę Cezara. Ze swą propozycją zwraca się do Jerzego. Zamierza powiększyć swój lokal. Tymczasem również otwiera ogródek. Rozpoczyna się bezlitosna walka o klientów. Jerzy zamierza nakłonić Madzię i Cezara, by sprzedali lokal. |  |
| 13    | Wielkie nadzieje               | Jerzy postanawia wstawić do restauracji jednorękiego bandytę. Cezar jest temu zdecydowanie przeciwny. Jerzy jednak stawia na swoim. Tymczasem Madzia ma zupełnie inne problemy. Test wykazał, że jest w ciąży. Jerzy zaczyna planować wychowanie dziecka. Zastanawia się, jakie nadać mu imię. |  |